# 1-я конная дивизия Добровольческой армии
1-я конная дивизия Добровольческой армии (1-я кнд) — воинское соединение Добровольческой Армии и Вооружённых Сил на Юге России во время Гражданской войны в России. Сформирована 6 июня 1918 г.

## История создания и деятельность

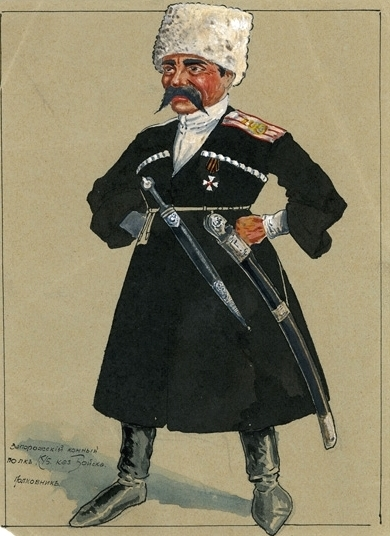
Полковник Запорожского конного полка

Сформирована в Добровольческой армии 6 июня 1918 из Отдельной конной бригады.
Состав:
- 1-й Кубанский (Корниловский) конный полк
- 1-й Черкесский конный полк
- 1-й Кавказский полк
- 1-й Черноморский Кубанского казачьего войска полк
- конно-горная батарея.

Участвовала во 2-м Кубанском походе.
В июле — августе 1918 включала Корниловский конный, 1-е Уманский, Запорожский, Екатеринодарский и Линейный, 2-й Черкесский полки.
С ноября 1918 входила в 1-й Кубанский корпус.
После переформирования корпусов в октябре 1919 вошла в 4-й конный корпус..

## Командный состав[1]
Начальники:
- генерал от кавалерии И. Г. Эрдели (с 6 июня 1918; до 31 октября 1918)
- генерал от кавалерии А. М. Драгомиров (июнь — август 1918)
- генерал-майор барон П. Н. Врангель (август, 31 октября 1918 — январь 1919)
- полковник В. Г. Науменко (с 19 ноября 1918)
- генерал-майор П. Н. Шатилов (с 10 января 1919)
- полковник П. Тутов (врио, 5 мая 1919; убит)
- генерал-майор Н. М. Успенский (23 мая — 23 октября 1919)
- генерал-майор И. Д. Павличенко (врид. 5 октября 1919)
- полковник (генерал-майор) В. В. Муравьёв (с 23 октября 1919)

Начальники штаба:
- полковник А. Ф. Баумгартен (лето 1918—27.09.1918; умер от тифа)
- капитан И. Ф. Петров (сент.—окт. 1918)
- полковник Р. К. Дрейлинг (до 7 октября 1918)
- полковник В. И. Соколовский (23 октября — 19 ноября 1918)
- полковник А. Т. Гаевский (с 24 января 1919)

Командиры бригад:
1-я бригада:
- полковник В. Г. Науменко (до 19 ноября 1918)
- полковник В. В. Муравьёв (17 марта — 23 октября 1919)

2-я бригада:
- полковник (генерал-майор) С. М. Топорков (2 ноября 1918 — 19 января 1919)
- полковник Е. Жарков (22 января — 11 марта 1919; умер)
- полковник М. П. Растегаев
- полковник П. Тутов (апрель — 5 мая 1919; убит)
- генерал-майор И. Д. Павличенко (с 23 октября 1919)